# Hungerplan
Als Hungerplan oder Backe-Plan (nach dem Staatssekretär im Reichsministerium für Ernährung und Landwirtschaft, Herbert Backe) wird eine 1941 entwickelte nationalsozialistische Strategie im Rahmen der Kriegsführung gegen die Sowjetunion bezeichnet. Danach sollten die in den von der Wehrmacht besetzten Gebieten produzierten Lebensmittel an die deutschen Besatzungstruppen sowie ins Deutsche Reich geliefert werden. Dabei wurde bewusst einkalkuliert, dass infolge des Entzugs von Nahrungsmitteln bis zu dreißig Millionen Menschen in der Sowjetunion verhungern. Dieser Plan wurde von den für die Kriegswirtschaft maßgeblichen Teilen der nationalsozialistischen Führung des Deutschen Reiches ausgearbeitet und verantwortet.
Es ist in der Forschung nicht endgültig geklärt, ob es sich bei dem in Hermann Görings Vierjahresplanbehörde entwickelten Hungerplan um eine detaillierte Planung der offiziellen Politik des NS-Regimes, um seine allgemeine ideologische und politische Haltung oder eher um die Kalkulation der Folgen einer Versorgung der Wehrmacht mit den Nahrungsmitteln „aus dem Lande“ handelte. Die meisten Historiker sehen im Hungerplan eine todbringende Kombination aus Rassismus und Kriegsökonomie. Die nationalsozialistische Vernichtungspolitik in Form einer gewünschten Dezimierung der slawischen Bevölkerung verband sich demnach mit einer in Kauf genommenen und von den Akteuren gerechtfertigten Konsequenz selbst erzeugter Sachzwänge der rücksichtslosen Kriegswirtschaft zum Wohle der Wehrmacht sowie des Deutschen Reiches.

## Planungen von Lebensmittelversorgung und Hunger

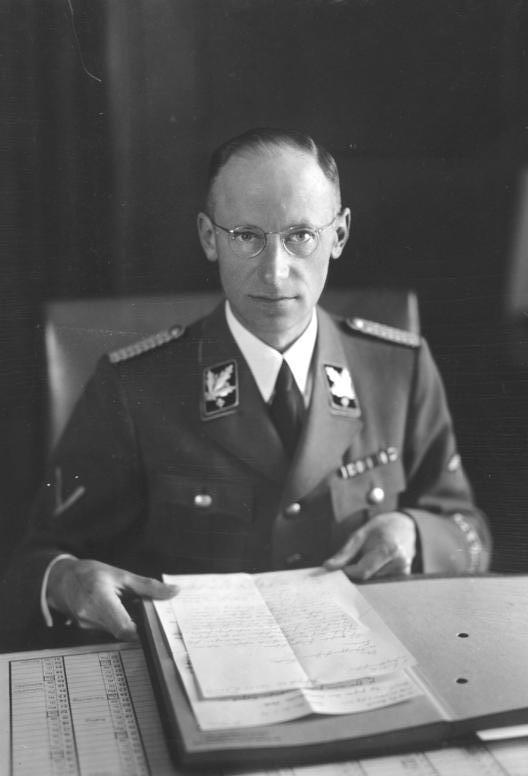
Herbert Backe (1942)

Im Ersten Weltkrieg hatte Deutschland erhebliche Probleme mit der Nahrungsmittelversorgung. Im Zweiten Weltkrieg stand man vor einer ähnlichen Situation. Trotz der aufwendigen „Erzeugungsschlachten“ der deutschen Landwirtschaft genügte die Agrarproduktion des Reiches nicht zur Selbstversorgung (vergleiche Agrarwirtschaft und Agrarpolitik im Deutschen Reich (1933–1945)). Am 14. Februar 1940 erklärte Herbert Backe, Staatssekretär im Reichsministerium für Ernährung und Landwirtschaft, es drohe der „Zusammenbruch der Ernährungswirtschaft im Laufe des zweiten Kriegsjahres, wie im Jahre 1918“.
Backe, der die Geschäftsgruppe Ernährung im Vierjahresplan leitete, war der Meinung, dass das deutsche Ernährungsproblem mit dem bevorstehenden Angriff auf die Sowjetunion gelöst werden könne. Da aber Berechnungen der Landwirtschaftsführung zeigten, dass größere Überschüsse in der Sowjetunion nicht vorhanden waren, wurde eine Strategie für die Behandlung der sowjetischen Bevölkerung entworfen, um ein Höchstmaß an Nahrungsmitteln aus dem Land zu pressen und gleichzeitig den nationalsozialistischen Vernichtungskrieg im Osten voranzutreiben. Durch Abtrennen der Zuschussgebiete, insbesondere der großen Industriegebiete, von ihrer Ernährungsbasis sollten alleine an Getreide „Überschüsse“ in Höhe von 8,7 Millionen Tonnen für den deutschen Verbrauch erzielt werden. Nach Einschätzung des Historikers Christian Gerlach war die nationalsozialistische Wirtschaftsführung im Osten ein Instrument der Massenvernichtung.

### Protokoll der Staatssekretäre-Besprechung, 2.Mai 1941
Als Beweise für die Existenz einer solchen Strategie gibt es eine Reihe von Dokumenten, die aus den Planungsstäben der Staats- und Parteiinstanzen stammen, und Reden auf Ministerebene. Sieben Wochen vor dem deutschen Überfall auf die UdSSR am 22. Juni 1941 hieß es in einer Aktennotiz über eine Besprechung von mehreren Staatssekretären und führenden Offizieren der Wehrmacht am 2. Mai 1941 zu den kriegswirtschaftlichen Konsequenzen des geplanten Unternehmens Barbarossa:

„1.) Der Krieg ist nur weiter zu führen, wenn die gesamte Wehrmacht im 3. Kriegsjahr aus Rußland ernährt wird.
2.) Hierbei werden zweifellos zig Millionen Menschen verhungern, wenn von uns das für uns Notwendige aus dem Lande herausgeholt wird.“

Die Bedeutung dieser Besprechung der Staatssekretäre und insbesondere Backes spiegelt sich in Tagebucheinträgen von Propagandaminister Joseph Goebbels wider. So notierte Goebbels einen Tag vor der Besprechung:

„Backe trägt mir den Stand unserer Ernährung vor. Fleisch muß ab 2. Juni um 100 gr pro Woche gekürzt werden. Die Wehrmacht ist zu gut gestellt und verzehrt zuviel […] Im Brot können wir hoffen durchzukommen, wenn keine Erntekrise eintritt […] Bekommen wir ein drittes Kriegsjahr, dann zehren wir vom Brot die letzten Reserven auf […] Backe beherrscht übrigens sein Ressort meisterhaft. Bei ihm wird getan, was überhaupt nur möglich ist.“

Wenige Tage nach der Besprechung sah Goebbels die Probleme als gelöst an:

„Backe legt die Ernährungslage dar. Wie er mir vor einigen Tagen berichtete. Noch einige zusätzliche Angaben, die zu Optimismus berechtigen. Wenn nur die diesjährige Ernte gut wird. Und dann wollen wir uns ja im Osten gesundstoßen.“

Christian Gerlach wies in seiner 1999 zur deutschen Besatzungspolitik in Weißrussland erschienenen Studie darauf hin, dass dieses Dokument „in seiner ganzen Tragweite für die folgende Besatzungspolitik in der Sowjetunion […] kaum erkannt worden“ sei. 2006 wurde der Hintergrund der Besprechung vom britischen Historiker Alex J. Kay näher untersucht und in den Kontext der wirtschaftlichen Planung für die deutsche Besatzungspolitik eingeordnet.
Da keine Teilnehmerliste für die Besprechung gefunden wurde, kommt Kay nach dem Abgleich verschiedener Quellen, darunter Tagebücher, Terminkalender und die Zustellung des Protokolls zu dem Schluss, dass „die Generäle Thomas und Schubert als Empfänger des Sitzungsprotokolls und auf der einen Seite federführender Angehöriger des Wirtschaftsführungsstabes Ost (Thomas) bzw. auf der anderen Seite des Wirtschaftsstabes Ost (Schubert) an dem Treffen vom 2. Mai teilnahmen. Als Staatssekretäre (bzw. Unterstaatssekretäre) und Mitglieder des Wirtschaftsführungsstabes Ost waren zudem auch Körner (Stellvertreter Görings), Backe, von Hanneken, Alpers und Syrup höchstwahrscheinlich anwesend. Je nachdem, ob die Tagebucheinträge Rosenbergs richtig waren, können Rosenberg, Jodl, Meyer, Schlotterer und Riecke als wahrscheinliche Teilnehmer angesehen werden.“

### Wirtschaftspolitische Richtlinien, Gruppe Landwirtschaft, 23.Mai 1941
Die „Wirtschaftspolitischen Richtlinien für Wirtschaftsorganisation Ost, Gruppe Landwirtschaft“ vom 23. Mai 1941 bilden die schriftliche Fassung der Schlussfolgerungen, zu denen drei Wochen vorher die Staatssekretärsbesprechung gekommen war. Sie zeigen schon in den einleitenden Sätzen die Sichtweise der Planer, dass die Getreideüberschüsse der Sowjetunion deswegen stark zurückgegangen seien, weil die Sowjetunion im Vergleich zur Zeit des Russischen Kaiserreiches heute dreißig Millionen Menschen mehr, vor allem in den Großstädten, zu ernähren habe. In den Richtlinien heißt es:

„Rußland […] lieferte […] jährlich im Durchschnitt der Jahre 1909/13 auf dem Weltmarkt rd. 11 Mill. T. Getreide […] Heute liefert Rußland nur ganz geringe Bruchteile dieses Exports, und zwar nur Getreide, im Durchschnitt 1 bis höchstens 2 Mill. t pro Jahr […] Die Erklärung für diese Widersprüche ist in folgendem zu suchen: 1.) Die Gesamtbevölkerung ist von 140 Millionen im Jahre 1914 auf 170,5 Millionen im Jahre 1939 gestiegen. Insbesondere hat sich die Stadtbevölkerung von rd. 10 % auf rd. 30 % der Gesamtbevölkerung erhöht. […] Damit ist das wesentlichste des Problems gekennzeichnet. Die Überschüsse Rußlands an Getreide werden entscheidend nicht durch die Höhe der Ernte, sondern durch die Höhe des Selbstverbrauchs bestimmt. […] Diese Tatsache ist der Schlüsselpunkt, auf dem unsere Maßnahmen und unsere Wirtschaftspolitik aufzubauen haben. Denn: […] Da Deutschland bezw. Europa unter allen Umständen Überschüsse braucht, muß also der Konsum entsprechend herabgedrückt werden. […] Dieses Herabdrücken des Konsums ist im Gegensatz zu den bisherigen besetzten Gebieten auch durchführbar deshalb, weil das Hauptüberschußgebiet von dem Hauptzuschußgebiet räumlich scharf getrennt ist. […] Die Überschußgebiete liegen im Schwarzerdegebiet (also im Süden, Südosten) und im Kaukasus. Die Zuschußgebiete liegen im wesentlichen in der Waldzone des Nordens (Podsolböden). […] Die Bevölkerung dieser Gebiete, insbesondere die Bevölkerung der Städte, wird größter Hungersnot entgegensehen müssen. […] Viele 10 Millionen von Menschen werden in diesem Gebiet überflüssig und werden sterben oder nach Sibirien auswandern müssen.“

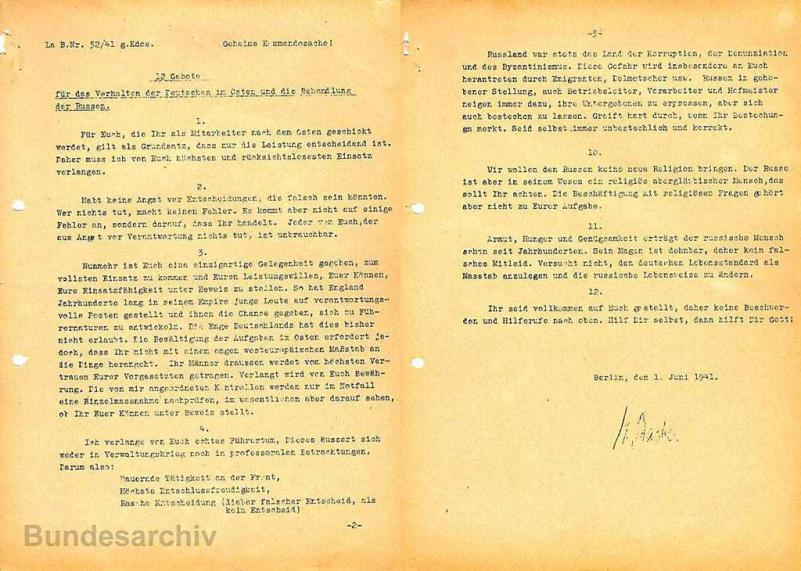
Auszug aus den „12 Geboten“ Backes vom 1. Juni 1941, gekennzeichnet als Geheime Kommandosache

Während diese wirtschaftspolitischen Richtlinien nur als internes Papier und in den Führungsstellen des Wirtschaftsstabes Ost kursierten, teilte Backe den Landwirtschaftsbeauftragten vor Ort deren wichtigste Inhalte in seiner „Kreislandwirtschaftsführer-Mappe“ vom 1. Juni 1941 mit. Diese in der Literatur als „Gelbe Mappe“ bezeichnete Broschüre enthielt in komprimierter Form die wichtigsten Inhalte der Richtlinien vom 23. Mai 1941 und wurde an die über 10.000 Landwirtschaftsführer verteilt. Backe fügte dieser Mappe von ihm selbst unterschriebene 12 Gebote für Landwirtschaftsführer bei. Darin führte Görings Ernährungsbeauftragter aus, es sei das Ziel, „die Bevölkerung […] zu unserem Werkzeug zu machen“, wobei die zentrale Frage jeder Entscheidung lautete: „Was nützt es Deutschland?“ Damit keine falschen Skrupel bei der Beantwortung dieser Frage störten, führte er im 11. Gebot aus: „Armut, Hunger und Genügsamkeit erträgt der russische Mensch schon seit Jahrhunderten. Sein Magen ist dehnbar, daher kein falsches Mitleid.“
Die Ukraine und der Kaukasus bildeten die Hauptüberschuss- und Nord- sowie Zentralrussland die Hauptzuschussgebiete. Am 20. Juni 1941, zwei Tage vor dem Überfall auf die Sowjetunion, erklärte der designierte Reichsminister für die besetzten Ostgebiete, Reichsleiter Alfred Rosenberg, in einer „große[n], weit ausgreifende[n] Rede“ vor Vertretern der Wehrmacht, des Staates und der Partei:

„Die deutsche Volksernährung steht in diesen Jahren zweifellos an der Spitze der deutschen Forderungen im Osten, und hier werden die Südgebiete und Nordkaukasien einen Ausgleich für die deutsche Volksernährung zu schaffen haben. Wir sehen durchaus nicht die Verpflichtung ein, aus diesen Überschussgebieten das russische Volk mit zu ernähren. Wir wissen, dass das eine harte Notwendigkeit ist, die ausserhalb jeden Gefühls steht. Zweifellos wird eine sehr umfangreiche Evakuierung notwendig sein und dem Russentum werden sicher sehr schwere Jahre bevorstehen.“

### Görings Richtlinien für die Führung der Wirtschaft („Grüne Mappe“), Juni 1941
Die wirtschaftspolitischen Richtlinien fanden auch Eingang in die Richtlinien für die Führung der Wirtschaft in den neubesetzten Ostgebieten, die „Grüne Mappe“, die am 16. Juni 1941 – unmittelbar vor dem Überfall – als offizielles Handbuch für die künftige Wirtschaftsverwaltung in der besetzten Sowjetunion von Hermann Göring herausgegeben wurde. Die erste Auflage der „Grünen Mappe“ betrug 1000 Ausfertigungen, die zweite einen Monat später 2000. Im Hinblick auf die Größe der Verteilerliste war die Ausdrucksweise, die in der „Grünen Mappe“ verwendet wurde, notgedrungen vorsichtiger als bei den Wirtschaftspolitischen Richtlinien. Trotzdem stimmt der Inhalt der beiden Dokumente weitgehend überein. Sie enthielten „neben den organisatorischen Regelungen eine genaue Ausführung der Prinzipien, die von den Staatssekretären am 2. Mai 1941 festgelegt worden waren“. Die Bestimmungen der „Grünen Mappe“ sahen sowohl die weitgehende Entindustrialisierung der besetzten sowjetischen Gebiete als auch die Umlenkung deren Nahrungsmittel vor – weg von der Versorgung der sowjetischen Städte, hin zum Bedarf von Wehrmacht und deutscher Bevölkerung. Seitens der Wehrmachtführung war der Chef des Wehrwirtschafts- und Rüstungsamtes General Georg Thomas im Auftrag Görings für die Planungen zuständig.
Zu den Konsequenzen der von ihm verantworteten wirtschaftlichen Ausbeutung in den besetzten sowjetischen Gebieten äußerte sich Göring gegenüber dem italienischen Außenminister Graf Galeazzo Ciano im November 1941:

„In diesem Jahr werden in Russland zwischen 20 und 30 Millionen Menschen verhungern. Und vielleicht ist das gut so, denn gewisse Völker müssen dezimiert werden.“

Die Ankläger in den Nürnberger Prozessen hielten Hermann Göring als Verantwortlichem für die wirtschaftlichen Pläne in den besetzten sowjetischen Gebieten das Protokoll der Staatssekretäre-Besprechung vom 2. Mai 1941 und die von ihm herausgegeben „Grüne Mappe“ vom Juni 1941 vor. Er wurde laut Urteilstext unter anderem explizit wegen seiner wirtschaftspolitischen Richtlinien sowohl zur „Plünderung und Vernichtung jedweder Industrie in den nahrungsmittelarmen Gegenden“ als auch zur „Umleitung von Lebensmitteln aus den Überschußgebieten zur Befriedung des deutschen Bedarfs“ zum Tode verurteilt.
Mehrere Indizien sprechen dafür, dass durch den Hungerplan der Tod von 30 Millionen vorgesehen war. Wie aus den wirtschaftspolitischen Richtlinien hervorgeht, hatte das Vorgehen in den Ernährungsfragen „die Billigung der höchsten Stellen“, also Hitler, Göring und des Reichsführers SS und Reichskommissars für die Festigung deutschen Volkstums Heinrich Himmler, erfahren.
Es steht fest, dass durch die wirtschaftliche Ausbeutung der sowjetischen Gebiete Millionen Menschen die Nahrungsmittelgrundlage entzogen wurde und deswegen sehr viele Zivilisten verhungerten. Da die Zahl der Deutschland zur Verfügung stehenden Truppen zu klein war, es im Osten entgegen den deutschen Erwartungen keinen schnellen Sieg gab und die militärische Lage für Deutschland dadurch immer ungünstiger wurde, konnten die Planungen der NS-Bürokratie jedoch nicht vollständig umgesetzt werden, argumentierte 2006 der Historiker Alex J. Kay: Es habe sich bald nach dem Überfall herausgestellt, dass es nicht möglich sein würde, ganze Gebiete abzuriegeln und Millionen von Menschen auf diese Weise dem Hungertod preiszugeben. Der Hungerplan wäre deshalb in der Praxis nicht so durchzuführen gewesen, wie er konzipiert worden war.

## Auswirkungen der Hungerplanungen

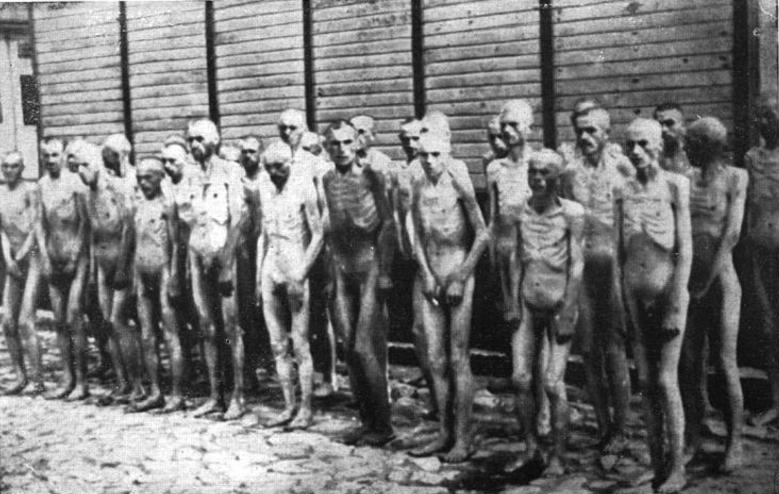
Ausgehungerte sowjetische Kriegsgefangene im KZ Mauthausen

In ihrem Abschlussbericht „Kriegswirtschaft im Operationsgebiet des Ostens in den Jahren 1941–1943“ berechneten die Planer des Wirtschaftsstabes Ost, dass die Getreideproduktion in den besetzten Gebieten von 23,2 Millionen Tonnen vor dem Krieg auf 11,7 Millionen Tonnen im Kriegsjahr 1942 zurückging. Aus diesem schon halbierten Getreideaufkommen wurden dann weitere Millionen Tonnen Nahrungsmittel für die Wehrmacht und deutsche Bevölkerung gepresst. Das Statistische Reichsamt hielt fest, dass die deutsche Besatzungsmacht bis zum Sommer 1943 aus den eroberten Teilen der Sowjetunion folgende Mengen an Nahrungsmitteln herausholte: 4.372.339 Tonnen Getreide, 495.643 Tonnen Fleisch, 723.450 Tonnen Speiseöle und Fette sowie 1.895.775 Tonnen Kartoffeln. Dazu kamen nach Auffassung der zeitgenössischen Statistiker noch in geringerem Umfang „die unmittelbar von der Truppe gewonnenen oder erbeuteten Erzeugnisse“ sowie „die Versorgung der im Osten eingesetzten deutschen Reichsangehörigen“ u. a. „Beamte, Gefolgschaftsmitglieder der Ostfirmen.“ Götz Aly gelangt auf dieser Datenbasis an geraubten Lebensmitteln rechnerisch zu einem Nährwert von insgesamt 106.268.262 Getreideeinheiten. Da ein Mensch zum Überleben 2,5 Getreideeinheiten pro Jahr braucht, wäre also rein arithmetisch 21,2 Millionen Menschen die Ernährungsgrundlage entzogen worden, was in der Realität des Krieges eine Hungerkatastrophe für viele Millionen Menschen bedeutete.
Nach jüngeren Angaben sind im Deutsch-Sowjetischen Krieg 17 Millionen sowjetische Zivilisten umgekommen, davon etwa sieben Millionen Menschen vor allem durch Hunger und unerträgliche Lebensumstände. Insgesamt hat „die Hälfte aller sowjetischen Zivilisten unter deutscher Besatzung gehungert“, so Christian Hartmann, Historiker am Institut für Zeitgeschichte. Am schlimmsten seien die Menschen bei Leningrad, im Donezbecken, der Nordostukraine, der Krim und in den Städten generell betroffen gewesen. Bis Ende 1942 verhungerten allein in der Stadt Charkiw 14.000 Menschen. Bis zum Ende der deutschen Besatzung starben mindestens 30.000 Bewohner dieser ukrainischen Stadt den Hungertod. Wegen des früh fehlgeschlagenen Blitzkriegs musste die territoriale Abriegelungspolitik zwischen sogenannten Überschuss- und Zuschussgebieten modifiziert werden und ging in eine selektive und mörderische Hungerpolitik vor allem gegenüber der jüdischen Bevölkerung und den sowjetischen Kriegsgefangenen über. Statt der einkalkulierten 30 Millionen Hungertoten wurden zwischen vier und sieben Millionen Menschen mittels Hunger zu Tode gebracht. Gemildert wurden die Folgen des Nahrungsmittelentzugs auch dadurch, dass die Vereinigten Staaten von Amerika große Mengen Lebensmittel lieferten, die ausreichten, „jeden sowjetischen Soldaten während des gesamten Krieges täglich mit schätzungsweise einem halben Pfund Nahrungskonzentrat zu versorgen“. Der Osteuropa-Historiker Timothy Snyder schätzt die Zahl der sowjetischen Bürger, die die deutschen Besatzer zwischen 1941 und 1944 in den von ihnen besetzten Gebieten der Sowjetunion bewusst verhungern ließen, auf 4,2 Millionen.
Neben den Einwohnern abgeriegelter Großstädte, vor allem Leningrad mit ca. einer Million Hungertoten, wurden in erster Linie Menschen, die aufgrund der rassischen Wertigkeit gemäß der NS-Ideologie oder kriegswirtschaftlicher Nützlichkeitserwägungen am unteren Ende der Ernährungshierarchie standen, Opfer der Hungerplanungen: Sowjetische Kriegsgefangene, Juden, Behinderte und Psychiatriepatienten. Von den 5,7 Millionen Rotarmisten in deutscher Kriegsgefangenschaft starben rund 3,1 Millionen; 2,6 Millionen von ihnen verhungerten und starben während der Märsche. Diese Menschen, so Timothy Snyder, wurden „gezielt umgebracht, oder es lag die bewusste Absicht vor, sie den Hungertod sterben zu lassen. Wäre der Holocaust nicht gewesen, man würde dies als das schlimmste Kriegsverbrechen der Neuzeit erinnern.“
Die Auswirkungen der Hungerpolitik über die Besatzungszeit hinaus bis Kriegsende und die ersten zwei Jahre danach waren verheerend. So fiel die Getreideernte in den ehemals deutsch besetzten Gebieten der UdSSR im Jahr 1945 um knapp die Hälfte geringer aus als 1940, ein Jahr vor dem deutschen Überfall. Als dann noch auf dem Hintergrund dieser Verheerungen und extremen Mangelsituation 1946 eine Missernte in Folge außerordentlicher Dürre hinzukam, hungerten zig Millionen Menschen und starben weitere zwei Millionen an Hunger. Erst nach 1947 stabilisierte sich die Lebensmittelversorgung auf niedrigem Niveau.

## Hungerplan oder Hungerpolitik – historische Verortung
Der brasilianische Experte für Welternährungsprobleme Josué de Castro, schrieb schon 1952, als er Vorsitzender des Exekutivrates der UN-Welternährungsorganisation FAO war, „das Dritte Reich [führte] eine Ernährungsdiskriminierung ein […] Der vom Dritten Reich organisierte Hungerplan hatte eine wissenschaftliche Grundlage und ein klares Ziel. Er sollte eine mächtige Kriegswaffe sein, die möglichst umfassend und wirksam eingesetzt werden sollte.“ Von geschichtswissenschaftlicher Seite verwendete zuerst der amerikanische Historiker Alexander Dallin sinngemäß den Hungerplan-Begriff. In seiner mit dem Wolfson Prize for History ausgezeichneten Besatzungsstudie German Rule in Russia definierte er 1957 den geplanten Raub von Lebensmitteln aus den besetzten Gebieten der Sowjetunion als „Geopolitik des Hungers“ und bezeichnete diese Politik mit den wirtschaftspolitischen Richtlinien vom 23. Mai 1941 als „Plan, auf den sich Wirtschaftsstäbe und Rosenberg-Ministerium einigten“.
Adam Tooze, britischer Historiker und Spezialist zur Wirtschaftsgeschichte im Nationalsozialismus, verwendet den Terminus Hungerplan und definiert ihn als „Massenmordprojekt […], bei dem es unverhohlen um die Ermordung von Abermillionen von Menschen innerhalb der ersten zwölf Monate der Besatzungszeit ging.“ In ihrem gemeinsamen Buch Vordenker der Vernichtung, das im Jahre 1991 erschien, ist bei Götz Aly und Susanne Heim, wie bei Gerlach, auch von einem Plan die Rede.

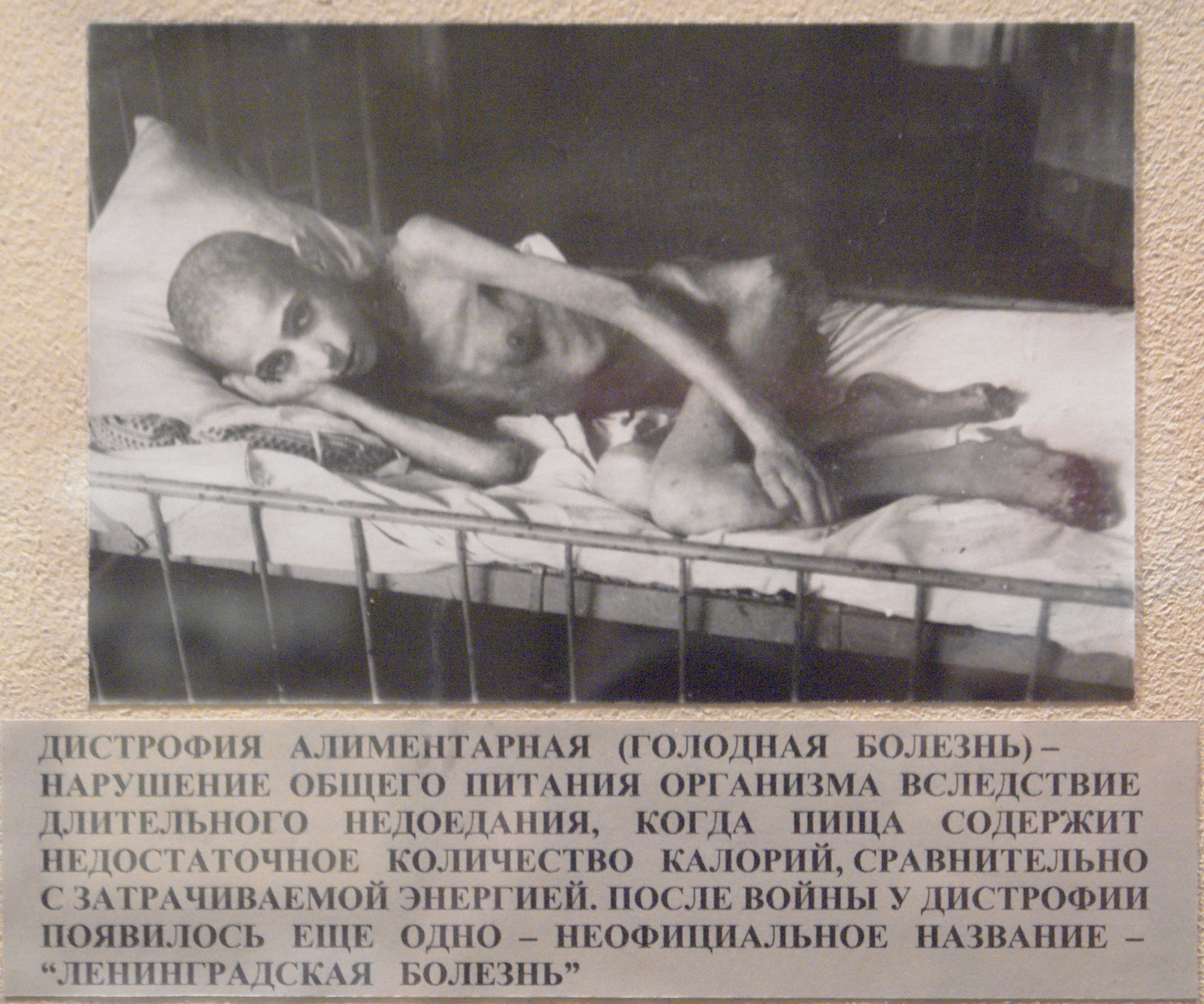
Ein an Marasmus leidendes Hungeropfer im belagerten Leningrad

In Hitlers Volksstaat bevorzugt Aly den Begriff „Hungerpolitik“. Dieser Begriff wird auch von Alex J. Kay verwendet. Rolf-Dieter Müller nutzt diese Bezeichnung, um den aktuellen Forschungsstand zu charakterisieren: „Neuere Forschungen untermauern die Schlüsselrolle der Hungerpolitik für die NS-Besatzungs- und Vernichtungspolitik.“ Der Osteuropa-Historiker Hans-Heinrich Nolte bilanziert auf derselben begrifflichen Basis 2009: „Das Dritte Reich entwickelte eine bewusste Hungerpolitik mit dem Ziel, ‚zig Millionen‘ Osteuropäer verhungern zu lassen, um die eigene Armee aus den besetzten Gebieten der UdSSR zu ernähren, Gewinne für die Finanzkasse des Reiches zu machen und auch, um langfristig für Siedlungen zu entvölkern. Dieser Politik sind etwa sechs Millionen sowjetischer Bürger zum Opfer gefallen.“
Der Osteuropa-Historiker Jörg Ganzenmüller verortet die Leningrader Blockade 1941 bis 1944, bei der ungefähr eine Million Menschen umgekommen sind, „im Konzept der deutschen Hungerpolitik“, die „zum Genozid an den Leningradern in einem engen Zusammenhang stand“. Dieses Konzept sah, so Ganzenmüller, die weitgehende Entindustrialisierung und Zerstörung der sowjetischen Großstädte vor. In diesem Zusammenhang stehe die vom Generalstabschef Franz Halder am 8. Juli 1941 in seinem Tagebuch notierte Äußerung Adolf Hitlers:

„Feststehender Entschluß des Führers ist es, Moskau und Leningrad dem Erdboden gleich zu machen, um zu verhindern, daß Menschen darin bleiben, die wir dann im Winter ernähren müßten.“

Nach Dieter Pohls Studie über die Herrschaft der Wehrmacht sah man die Einwohner der Sowjetunion „als Menschen zweiter Klasse“ an. „Entscheidend an Backes Hungerplan [war] die Kalkulation, dass ein erheblicher Teil der sowjetischen Bevölkerung verhungern würde bzw. nach Osten fliehen müsste […] Dass diese gigantischen Verbrechenspläne mit der Wehrmacht ernsthaft diskutiert wurden, zeigt das völkerrechtliche Niveau der deutschen Kriegsplanung vom Frühjahr 1941“.
Dem kanadischen Holocaustforscher Robert Gellately zufolge nahm mit dem „Hungerplan“, der „Hitlers Segen“ erhalten habe, „ein Plan Gestalt an, der die größte absichtlich herbeigeführte Hungersnot in der Geschichte der Menschheit vorsah“.
Für den Yale-Historiker Timothy Snyder ist der „Hungerplan“ eines der vier größten Verbrechensprojekte der NS-Führung, die diese ab Sommer 1941 in utopischen Ausmaßen in die Tat umzusetzen gedachte:

„einen Blitzkrieg, der die Sowjetunion binnen weniger Wochen zerstören würde; einen Hungerplan, der 30 Millionen Menschen in wenigen Monaten durch den Hungertod beseitigen sollte; eine Endlösung, durch die Europas Juden nach dem Krieg verschwinden sollten; und einen Generalplan Ost, der den Westen der Sowjetunion zur deutschen Kolonie machen würde.“

## Positionen der Forschung
Inwieweit es sich bei den Planungen um einen dezidierten Hungerplan handelte, der auf allen Ebenen zu verwirklichen gewesen sei, ist in der Forschung nicht endgültig geklärt. Die meisten Historiker gehen von einer Verbindung nationalsozialistischer Vernichtungspolitik in Form einer gewünschten Dezimierung der slawischen Bevölkerung mit den Bedürfnissen der deutschen Kriegswirtschaft und deren selbst geschaffenen Sachzwänge aus. Die prognostizierten Millionen Hungertoten der sowjetischen Bevölkerung wurden darin als scheinbar unvermeidliche Konsequenz dieser kriegswirtschaftlichen Vorgaben in Kauf genommen und gerechtfertigt:

„Über den voraussehbaren Hungertod von vielen Millionen Sowjetbürgern machte man sich weder im OKW noch in der Landwirtschaftsführung größere Gedanken. Im Gegenteil, diese Prognose führte eher noch zu einer Radikalisierung der Maßnahmen, denn es musste verhindert werden, dass die zum Hungertod verurteilten Menschen zu einem Sicherheitsproblem wurden und die Wirtschaftsführung gefährdeten. Von solchen scheinbaren Sachzwängen einmal abgesehen, war die ideologische Verblendung in den führenden Kreisen des Dritten Reiches in diesem Falle nicht geeignet, evtl. Skrupel gegenüber der Hungerstrategie zu fördern.“

Der Militärhistoriker Rolf-Dieter Müller bezweifelt aber, dass man „von einem regelrechten ‚Hungerplan‘ ausgehen kann, der die vielfältigen Überlegungen und Aktivitäten verschiedener Dienststellen stringent verknüpfte.“ Müller ist der Ansicht, dass die Wehrmacht als Institution über die Ernährungsfrage tief in den Massenmord und Holocaust verstrickt ist. Dabei habe es sich nicht nur um den Willen gehandelt, die eigenen Bedürfnisse beim Ausbeuten des Ostens an erste Stelle zu setzen.

„Dass mit der Hungerpolitik gegenüber der sowjetischen Zivilbevölkerung und den Kriegsgefangenen eine konkrete Vernichtungsabsicht verbunden gewesen ist, lässt sich zumindest für die politische Führungsspitze des Dritten Reiches eindeutig feststellen.“

Der amerikanische Holocaustforscher Christopher Browning und sein deutscher Kollege Jürgen Matthäus, Leiter der Forschungsabteilung am United States Holocaust Memorial Museum, sehen keinen Widerspruch, sondern einen Zusammenhang von ideologisch motivierten Vernichtungsabsichten zur Dezimierung der slawischen Bevölkerung und kriegswirtschaftlichen Zielsetzungen, den sie anhand des Protokolls der Staatssekretäre-Besprechung vom 2. Mai 1941 erläutern:

„Von Anfang an sahen die ökonomischen Planungen für das ‚Unternehmen Barbarossa’ Bevölkerungsverluste von ungeheuren Ausmaßen vor. Dabei war man bereit, Zivilopfer nicht nur passiv hinzunehmen, sondern auch aktiv herbeizuführen […]. Aus diesem Protokoll geht die Denkweise der Planer der deutschen Besatzungspolitik in der Sowjetunion deutlich hervor. Die Entscheidung für den absichtlich herbeigeführten Tod eines großen Teils der einheimischen Bevölkerung tarnt die Niederschrift als logische, fast unvermeidliche Folge der Ereignisse, um dann rasch zu praktischen Fragen überzugehen. Diese scheinbar sterile, sachorientierte Haltung resultierte aus einer durch und durch rassistischen Denkweise, der jegliche Sorge um menschliches Leben fremd war, solange es sich nicht um jene Auserwählte handelte, die als Angehörige des deutschen Volkes betrachtet wurden.“

Der Historiker Hans-Ulrich Wehler hob 2009 hervor, dass selbst „General Georg Thomas, der kühle technokratische Chef des Wehrwirtschaftsamtes, im Mai 1941 den Krieg nur dann für weiterführbar erklärte, wenn das gesamte Heer aus Russland ernährt werde, er akzeptierte auch als Folge dieser Kampfstrategie, dass dort jedenfalls zig Millionen Menschen verhungern werden.“
2004 hatte Klaus Jochen Arnold zur Rolle der Wehrmacht bei der Besatzungspolitik im „Unternehmen Barbarossa“ die Auffassung vertreten, dass von einer gezielten Massenvernichtung durch wirtschaftliche Ausbeutung, also einem Hungerplan, nicht die Rede sein könne. Einen vor Kriegsbeginn „befehlsmäßig und allgemein festgelegten ‚Hungerplan’ hat es nicht gegeben“, so Arnold, „wohl aber Absichten Hitlers und Herbert Backes, Millionen verhungern zu lassen“, die konkret eingetretene Hungersituation sei aber primär Folge einer wechselseitig sich radikalisierenden Kriegführung gewesen. Der Historiker Gert C. Lübbers kritisierte 2010, der Hungerplan sei kein wesentlicher Teil der Kriegführung gewesen, sondern sollte erst nach deren erfolgreichem Abschluss, in erster Linie in der Nachkriegszeit, realisiert werden, ähnlich dem Generalplan Ost. Die Bedeutung der Besprechung der Staatssekretäre vom 2. Mai 1941, so Lübbers und Arnold, werde überschätzt. Ihr Protokoll gebe Aussagen einer Arbeitssitzung wieder, keine Beschlüsse. Zudem habe der designierte Ostminister Rosenberg nicht an dem Treffen teilgenommen. 2012 kritisierten die Herausgeber eines Dokumentenbandes zur Behandlung sowjetischer Kriegsgefangener in deutschem Gewahrsam, die von Christian Gerlach und anderen vorgelegten Quellen belegten keinen Hungerplan zur Ermordung gefangengenommener Rotarmisten. Vielmehr zeige die Quellenlage, „dass ihre Verpflegung bewusst drastisch eingeschränkt wurde“ und deute bezüglich des Massensterbens auf dessen „billigende Inkaufnahme, in konkreten Entscheidungsfällen auch bewusste Kalkulationen hin, die sich mit kontextuellen Faktoren verbanden“, worunter die Autoren vor allem den gescheiterten Blitzkrieg verstehen.
In seiner Geschichte der Wirtschaft des Nationalsozialismus ordnete Adam Tooze das Protokoll der Staatssekretäre-Besprechung vom 2. Mai 1941 als „eines der außergewöhnlichsten Verwaltungsdokumente der Geschichte des ‚Dritten Reiches‘“ ein – insbesondere die Formulierung, „hierbei werden zweifellos zig Millionen Menschen verhungern“, stehe für eine Sprache, die „um ein Vielfaches unverblümter war […] als bei der Behandlung der ‚Judenfrage‘.“
Alex J. Kay teilte die Ansichten Gerlachs bezüglich der Zustimmung innerhalb der NS- und Militärführung und der hohen Bedeutung des Vorgehens für die deutsche Politik in der Sowjetunion durchaus. Dennoch kam er zu dem Schluss, dass die Planung zu wenig durchdacht war, um als im Detail operationalisierbarer Plan bezeichnet werden zu können. Kay erkannte ein Hungerkonzept mit vorhandener Grob-, aber unzureichender Detailplanung. Es gab unter den Wirtschaftsplanern keine klare Vorstellung, genau wo und vor allem wie diese Strategie der Abriegelung zu implementieren war.
Christopher Browning und Jürgen Matthäus beziehen sich in ihrem Standardwerk The Origins of the Final Solution in dem betreffenden Kapitel „Economic and demographic preparations for ‚Operation Barbarossa’“ hauptsächlich auf Christian Gerlachs Forschungen, deren Ergebnisse sie sich weitgehend zu eigen machen. Sie lassen keinen Zweifel daran, dass im Rahmen einer Gesamtbetrachtung die Planungen den Vorstellungen der NS-Führung entsprachen. Sie kritisieren aber in einer Fußnote speziell zu Gerlachs Darstellung der „Wirtschaftspolitischen Richtlinien vom 23. Mai“ 1941, dass er bei seiner ansonsten „ausgezeichneten Fallstudie über Weißrussland“ bei diesem Dokument übersehe, „wie vage der Bezug auf ‚höchste Stellen‘ ist“ und dass Gerlach zu einer Überbewertung der „Folgen der Vorkriegspläne für die Lebensbedingungen der lokalen Bevölkerung“ neige. Für Timothy Snyder ist ganz klar, dass Hitler selbst voll und ganz hinter den Richtlinien vom 23. Mai 1941 stand. Im Unterschied zu der von Josef Stalin durch Zwangskollektivierungen und Entkulakisierung verursachten Hungersnot in der Ukraine (Holodomor), die „zuerst als ungewolltes Resultat von Ineffizienz und überhöhten Getreideabgabequoten, dann als gewollte Folge rachsüchtiger Requirierungen Ende 1932 und Anfang 1933“ herbeigeführt wurde, galt für den deutschen Hungerplan 1941: „Hitler dagegen plante im Voraus den Hungertod der unerwünschten sowjetischen Bevölkerung“. Der Hungerplan 1941 sei offizielle deutsche Politik gewesen; er „sah die Wiederherstellung einer vorindustriellen Sowjetunion mit weit weniger Bewohnern, wenig Industrie und ohne Großstädte vor“.
Johannes Hürter schließlich kam zu dem Ergebnis, man müsse von einem Hungerkalkül sprechen, denn „dass eine solche radikale wirtschaftliche Ausplünderung die Lebensgrundlagen der einheimischen Bevölkerung zerstören und das Verhungern von ‚zig Millionen‘ Russen nach sich ziehen würde, war zwar nicht fest einprogrammiert, doch bewusst einkalkuliert.“ Der Hunger sei, mit Ausnahme der Blockade Leningrads, nicht als Waffe oder Mittel zum Ziel der Ausnutzung des besetzten Landes eingesetzt worden, sondern wurde als „zwangsläufige Folge einer wirtschaftlichen Besserstellung der eigenen Truppe und Heimat gesehen“. Gewiss würden durch solche Ergebnisse die Folgen dieser „planlosen Inkaufnahme des Hungers“, die verbrecherischen Konsequenzen dieser Politik, in der sich militärstrategisches und wirtschaftliches Kalkül mit der nationalsozialistischen Rassen- und Lebensraumideologie verband, nicht relativiert. Christian Hartmann, Kollege Hürters am Institut für Zeitgeschichte, interpretiert den „stupenden Gleichmut“, mit dem die Planer schon vor Feldzugsbeginn den Hungertod von „zig Millionen Menschen […] in ihr Kalkül gezogen“ haben, als Verbindung „wirtschaftlicher mit genozidalen Planungen“.
Die Militärhistoriker Michael Epkenhans und John Zimmermann resümieren 2019, dass der „Hungertod von Millionen sowjetischer Zivilisten bereits vor dem Überfall einkalkuliert war“ und im Verlauf des Krieges „schätzungsweise sieben Millionen sowjetische Zivilisten den katastrophalen Lebensumständen, vor allem aber dem Hunger zum Opfer fielen“. – „Erst allmählich setzte sich“, so Epkenhans und Zimmermann, „die zutreffende Einordnung durch, dass der Hungerpolitik eine Schlüsselrolle im Vernichtungskrieg zugedacht war“.
Ulrich Schlie verwendet 2020 in der vom Bundesministerium für Ernährung und Landwirtschaft 2016 an eine aus sechs Mitgliedern bestehende Historikerkommission in Auftrag gegebenen Studie zur Agrarpolitik im 20. Jahrhundert sowohl die Begriffe „Hungerplan“ als auch „Hungerkalkül“. Als wichtiges kriegsstrategisches Ziel der deutschen Besatzungspolitik konstatiert er die Versorgung mit Rohstoffen und Nahrungsmittellieferungen zur Abwendung einer heimischen Ernährungskrise. Schlie kommt zu einem Schluss, der auch die moralische Dimension betont: „Das kriegswirtschaftliche Kalkül des Hungerplans, das sich mit dem Entschluss und der Bekanntgabe des ideologischen Vorhabens der Ermordung der europäischen Juden nahezu gleichzeitig verbindet – beide Vorhaben sind wesentlich an die Vorbereitung bzw. Realisierung des deutschen Angriffs auf die Sowjetunion am 22. Juni 1941 gebunden -, erhält vor dem Hintergrund des dadurch verschuldeten millionenfachen Leidens eine moralische Dimension, die geeignet ist, fundamental und dauerhaft über die deutsche Politik im Zweiten Weltkrieg zu urteilen.“